# Lakshaphagus japonicus
Lakshaphagus japonicus är en stekelart som först beskrevs av Tachikawa 1963.  Lakshaphagus japonicus ingår i släktet Lakshaphagus och familjen sköldlussteklar. Inga underarter finns listade i Catalogue of Life.